# Villeurbanne
Villeurbanne é uma comuna francesa, situada no departamento do Ródano e na região de Auvérnia-Ródano-Alpes.

## Geografia
Villeurbanne faz divisa com Lyon, a leste dessa cidade. Ela é a principal cidade da periferia de Lyon por seu número de habitantes, tendo 134 400 moradores por uma área de 14,5 km².

## História
Seu nome vem do latim villa urbana, que designava uma grande fazenda da época romana (cerca de 40 a.C.) e situada por volta dos atuais Correios da Praça Grandclément. Villeurbanne junta-se ao reino da França em 1349. Essencialmente agrícola, a cidade ganha importância com a construção em 1837 de diques para conter o Ródano, cujas cheias inundavam regularmente uma boa parte da planície. A cidade fez sucessivamente parte do Delfinado, do departamento de Isère, antes de ser integrado ao departamento do Ródano em 1852. No entanto, ela recusa nessa época sua integração à cidade de Lyon. A comuna de Villeurbanne aparece depois da Revolução Francesa, com  Étienne Debourg como primeiro prefeito. O recenseamento de 1810 indica 1903 habitantes (125 000 em 2000). Durante a Revolução industrial e por volta do fim do século XIX, ela se desenvolve  rapidamente como subúrbio operário de Lyon, característica que se traduz até hoje por uma tendência política de esquerda.